# Franz Misar
Franz Misar (* 18. Dezember 1945 in Wien; † 9. Jänner 2017 in Wien) war ein österreichischer Schauspieler.

## Leben
Franz und sein Zwillingsbruder Johann Misar spielten 1968 in der Literaturverfilmung Das Schloß die Brüder Arthur und Jeremias, nachdem sie zuvor an einem Auswahlverfahren für Laiendarsteller teilgenommen hatten. 1970 übernahmen beide nochmals eine Nebenrolle in dem Fernsehfilm Wer ist der Nächste?
Später absolvierte Franz Misar bei den Österreichischen Bundesbahnen eine Ausbildung zum Elektriker und arbeitete unter anderem in der Beleuchtungstechnik von ORF-Sendungen.

## Filmografie
- 1968: Das Schloß
- 1970: Wer ist der Nächste? (TV-Krimikomödie)